# Paul Stanley
Paul Stanley (Queens, Nova York, 20 de gener de 1952) és un músic estatunidenc, encarregat de la guitarra rítmica i la veu principal de Kiss amb el seu personatge The Starchild o El Noi Estrella, el seu nom real és Stanley Harvey Eisen. Va néixer en una família jueva dedicada a l'orfebreria. El seu pare l'inscriu en la "Parsons Junior High School" amb l'esperança que es graduï en una bona professió, allà sobresurt per la seva habilitat artística, encara que no és volgut pels seus mestres (principalment per la seva tallada de cabells).
Igual com el que seria el seu soci, Gene Simmons, va ser fortament influït per The Beatles i la imatge dels Rolling Stones i va anar entrant al món del rock'n'roll, una cosa bona va ser que els seus pares no el van reprimir i va entrar a l'"High School for Music and Arts" a finals dels anys 60.
Tocava al seu garatge cançons d'Elvis amb la seva guitarra de marca "Phil" de pèssima qualitat que li van regalar al seu aniversari.
Passat un temps toca en una banda de covers anomenada "Uncle Joe", va ser pres per a una banda de nois d'edat gran per gravar un single per a la CBS.

## Encontre amb Gene
Durant la seva formació musical, coneix Chaim Witz que canvià el seu nom a Eugene Klein, nascut a Israel, a Haifa, que més tard seria conegut com a Gene Simmons, amb el qual no es portava bé al principi; van anar compartint gustos i ambicions fins a ser grans amics, amistat que ha perdurat fins a l'actualitat.

## Independència precoç
Des de jove va deixar de dependre dels seus pares econòmicament, estant hores tancat en un taxi. Quan es trobava aturat tocava amb Gene als carrers per una hamburguesa. Després d'això va fundar Wicked Lester amb Stanley Eisen, Gene Simmons i Stephen Coronel, que a punt de gravar un disc es desintegra tant per l'acomiadament de Stephen com per la falta de diners (al principi Gene tocava guitarra, com els restants integrants també eren guitarres, passà al baix).

## El primer avís de Kiss
Wicked Lester no aconsegueix ser el que Paul i Gene busquen, així que busquen membres per començar una nova banda revolucionària i única, així és que Gene un dia llegint la revista Rolling Stone troba un anunci poc peculiar i decideix contactar Peter Crisscuola (Peter Criss) que està disposat al que sigui fins i tot a disfressar-se d'un gat ridícul però adorable, així és que ja només falta un membre que seria el guitarra principal, així que organitzen una audició i troben un cervell boig i solitari anomenat Paul Daniel Frehley (Ace Frehley) així el quartet a la fi es forma.

## Kiss
Kiss ha estat primordial en la vida de Paul, ha estat el seu frontman des de sempre, aclamat per nois i noies amb el seu pit pelut i descobert i la seva capacitat vocal, l'han fet potser el més important dels seus membres tant amb maquillatge com sense. Va ser un dels millors cantants de l'hard rock, heavy i glam metal.

## Sense maquillatge
En l'època en què els maquillatges van ser arxivats al bagul dels records, Paul va tenir un paper molt important al grup, ja que encara que Eric Carr va ser molt dinàmic, Gene va mantenir sol uns anys la seva paraula, Paul va continuar mostrant el seu pit, va continuar tenint el paper de showman, tenia més mobilitat, ballava més i amb maquillatge i mantenia més interacció amb el públic.

## Solista
L'any 1989 Paul Stanley realitza una sèrie de presentacions com a solista a clubs dels Estats Units, durant els quals toca majoritàriament clàssics de Kiss, repassa temes del seu primer disc solista realitzat el 1978, i fins i tot presenta un tema que seria inclòs al següent Disc de Kiss. Es tracta del Tema "Hide Your Heart que seria inclòs en el Lp "Hot in the Shade". Durant aquesta gira Paul inclou a la seva banda a Bob Kulick en guitarra (Qui va gravar en diversos temes de Kiss en el passat, i germà Major de Bruce Kulick, guitarrista de Kiss de 1984 a 1996)y a Eric Singer en Bateria, que reemplaçaria el 1992 al bateria de Kiss, Eric Carr després de la trista mort d'aquest, a causa d'un cancer ventricular.

## Reunió de Kiss
El 1996, Peter es fa present en una convenció amb Gene i Paul, queden d'acord donant un xou en el que Peter toca la bateria de Kiss per primera vegada en 14 anys després de 10 anys que Eric Carr toqués i cantés Hard Luck Woman i Beth, i 3 anys de què Kiss no escoltés ni Beth ni Hard Luck a causa de la defunció d'Eric Carr i que Singer, cantaria Black Diamond i no Beth, Peter pren micròfon i baquetes cantant Hard Luck Woman i Beth amb Paul recordant-li la lletra constantment, després Paul contacta a Paul Daniel Frehley (qui després de diversos anys assoleix superar la seva addicció a l'alcohol) per donar la major alegria a tots els fans al voltant del món Kiss Mtv unplugged, quan després d'"Every time I look at you" Paul cridés: Aquí gent de la família, no parlo de mamà i papà si no d'Ace i Peter, ningú no podria creure que estiguessin amb Gene i Paul amb la marxa de Kulick i Singer, sinó que era realment Kiss, que amb les notes de 2000 man reapareixia després de 15 anys de cares rentades i poc espectacle, va seguir Beth i nothin' to lose per tancar amb Rock n' roll all nite el qual va acabar amb les cares rentades i la sequera de sang i les bateries fixes i les guitarres fredes per demostrar que no és una llegenda les escenografies gegants i la pirotècnia.

## De tornada al maquillatge
Després de 16 anys de cares rentades, durant els grammys apareix Kiss amb els vestits de Love Gun i maquillatge. El reunion tour comença a Detroit trencant record en vendre 47000 entrades en 40 minuts, així Paul porta noves atraccions tenint el seu propi truc arribant a una plataforma al mig del publico i cantant una cançó típica de cada lloc on toca.

## El matrimoni
Del seu primer matrimoni està separat de Pamela Bowen, amb qui va tenir un fill, Evan. Va contreure nupcies per segona vegada amb Erin Sutton, una advocada, el 19 de novembre de 2005, amb qui va tenir al seu segon fill de nom Collin Michael, que va néixer el 6 de setembre de 2006. També té una filla, la petita Sarah Brianna, nascuda el 28 de gener de 2009.

## Paul avui
Després d'acabar la gira Kiss Rock The Nation, es va prendre un descans en el qual va preparar el seu segon àlbum com a solista i es va operar per segona vegada dels malucs. El disc porta per nom "Live to Win", dels que destaquen temes com Bulletproof, Everytime I see you Around, Live to Win i It's no me. Va fer un tour per Usa i Austràlia on promocionava Live to Win i tocava temes de Kiss mai tocats en directe.
A principis de 2008 va col·laborar amb l'eclèctica cantant Sarah Brightman al seu últim disc d'estudi titulat Symphony. Ambdós canten a dueto el tema 'I will be with you (where the lost ones go) '. Paul Stanley va fer un tour amb Kiss per Austràlia,Europa i Sudamerica anomenat Kiss Alive 35 que forma part també de la gira del seu nou disc Sonic Boom. La gira continuà per Europa el 2010, i van tocant a tot el continent, inclosa Espanya. La gira es diu «Sonic Boom Over Europe».

## Discografia
- Paul Stanley Solo Album (1978)
- Live To Win (2006)

## Videografia
- One Live Kiss - DVD (2008)